# Distichophyllum longipes
Distichophyllum longipes är en bladmossart som beskrevs av Brotherus in Giesenhagen 1910. Distichophyllum longipes ingår i släktet Distichophyllum och familjen Hookeriaceae. Inga underarter finns listade i Catalogue of Life.